# Gabrielle Weidner
Pour les articles homonymes, voir Weidner.
Gabrielle Weidner, née le 17 août 1914 à Bruxelles (Belgique) et morte le 17 février 1945 à Koenigsberg, un camp annexe de Ravensbrück, est une résistante néerlandaise se battant pour la Résistance française.

## Biographie
Gabrielle, née le 17 août 1914, est la seconde des quatre enfants d'un pasteur de l'Église adventiste du septième jour, après Johan Hendrik, né en 1912, et la sœur aînée de John Weidner.
Son père est nommé professeur de grec et de latin au Séminaire adventiste de Collonges-sous-Salève, tout près de la frontière suisse et de Genève. Elle partit ensuite faire ses études au collège de Londres.
Après 1933, Gabrielle devient secrétaire au siège parisien de l'Union franco-belge des Adventistes du Septième Jour. Ses voyages d'étudiante en Europe de l'Ouest et sa connaissance des langues étrangères l'aident dans son travail.
Le 3 septembre 1939, deux jours après l'invasion allemande de la Pologne, la France déclara la guerre à l'Allemagne.Alors que les forces allemandes envahissent la France en mai 1940, Gabrielle se réfugie dans le sud. Après l'armistice, Gabrielle retourne à Paris et reprend son travail.
Le samedi 26 février 1944, la Gestapo arrête Gabrielle Weidner au cours de l'office du matin. Avec 140 membres du réseau Dutch-Paris. Gabrielle fut dénoncée par l'un des membres du réseau soumis à la torture.
Le 24 août, Gabrielle est transférée de la Prison de Fresnes, près de Paris, vers le camp de Ravensbrück, en Allemagne. Le 17 février 1945, Gabrielle meurt de malnutrition à Koenigsberg, un camp annexe de Ravensbrück, quelques jours après avoir été libérée par les troupes soviétiques.

## Reconnaissance
Le 24 mai 1950, Gabrielle Weidner reçu à titre posthume la Croix de la Résistance pour ses efforts pendant la guerre. Sur le cimetière honorifique néerlandais à Orry-la-Ville (nord de Paris), son nom est enregistré sur une plaque dédiée aux résistants néerlandais.

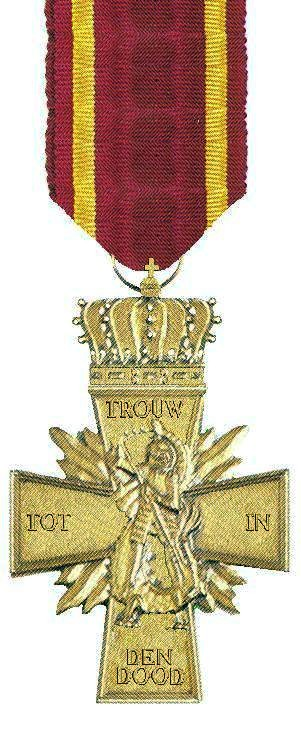
Croix de la Résistance 1940–1945.

## Sources
- How to Flee the Gestapo - Searching for the Dutch-Paris Escape Line - PhD M. Koreman
- The Weidner Foundation